# Banon (ser)

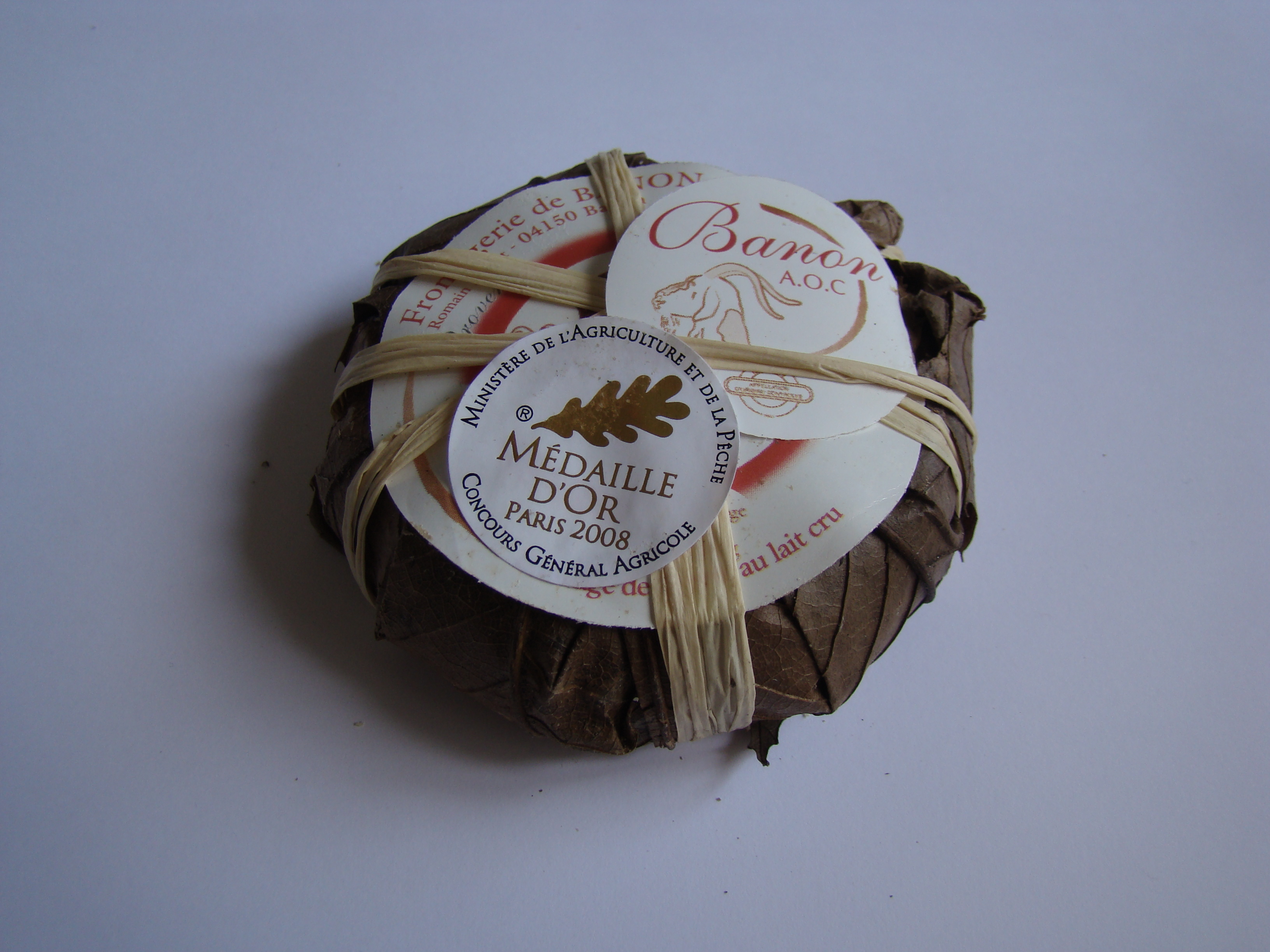
Ser banon zawinięty w liście kasztana

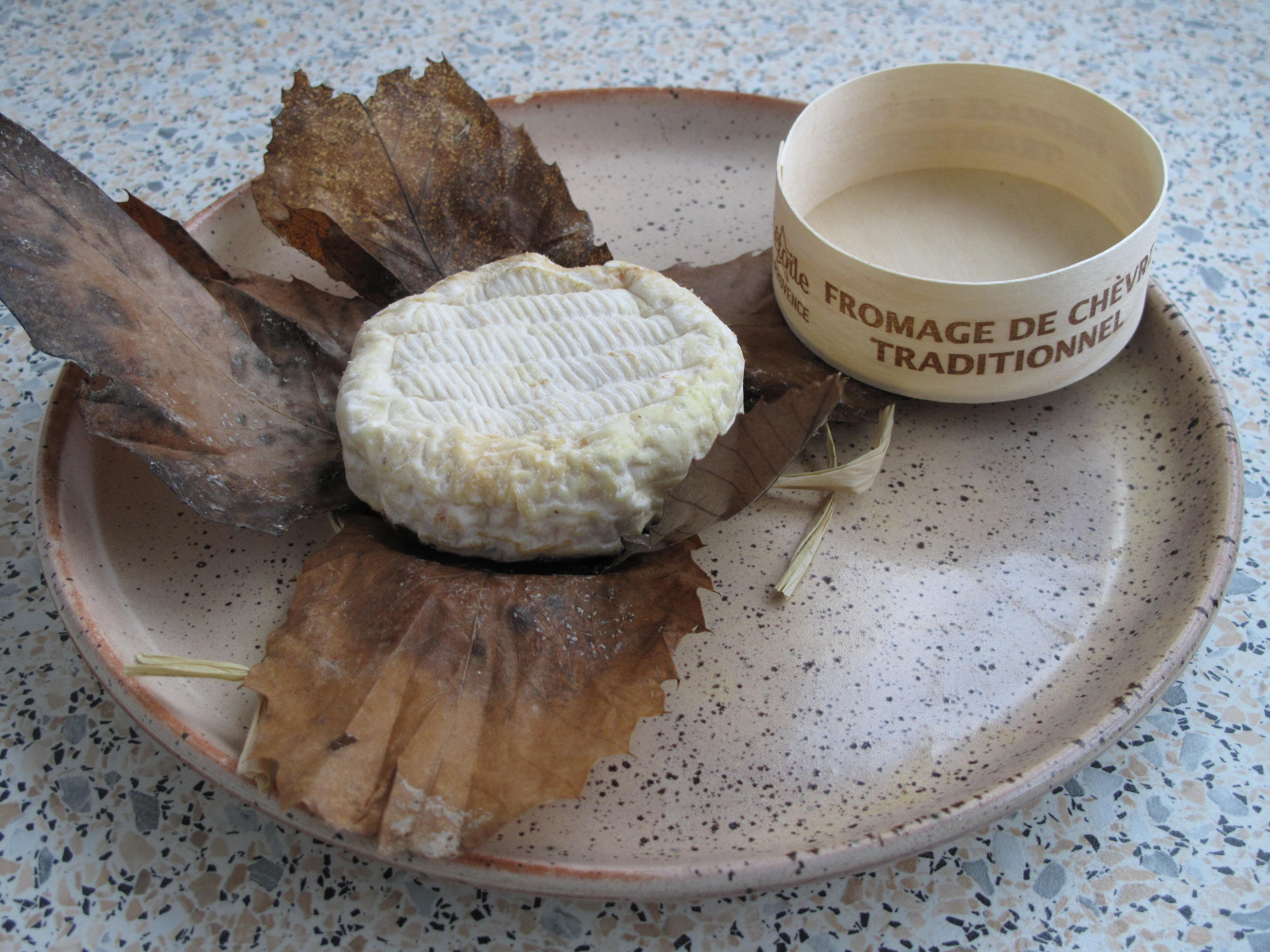
Ser banon po rozpakowaniu

Banon (fr. Le Banon lub Banon à la Feuille) – gatunek charakterystycznego, niewielkiego francuskiego sera górskiego, wytwarzanego w Prowansji, w okolicach miasta Banon, zwłaszcza we wsi Puimichel w departamencie Alpy Górnej Prowansji.

## Charakterystyka wyrobu
Zasadniczo jest to ser kozi, choć spotyka się też wersję z mleka krowiego. Banon wytwarzany jest z surowego mleka: krowiego (przez cały rok) lub koziego (od wiosny do jesieni, kozy rasy prowansalskiej). Kozy te pasą się na wzgórzach w regionie przez okres co najmniej 210 dni w roku.
Średnica tego okrągłego sera powinna mieć 6 – 7 cm, waga – 90 – 120 g, a zawartość tłuszczu – 45%. Posiada delikatną skórkę.
Po dwutygodniowym dojrzewaniu ser zanurza się w alkoholu i zawija w suszony liść kasztana (wcześniej zmiękczony i wysterylizowany poprzez gotowanie w wodzie z dodatkiem octu). Alkohol chroni wyrób przez zagnieżdżeniem się niepożądanej pleśni. Młode banon'y mają zapach mleczny, a bardziej dojrzałe przejmują zapach liścia. Tajemnica smaku tego sera tkwi w umiejętności zapewnienia właściwej migracji związków chemicznych (przede wszystkim garbników), pomiędzy twarogiem a liściem kasztanowca. Liście zbierane są jesienią, ręcznie, z ziemi, gdy spadną (muszą mieć brązową barwę). Zbieranie liści odbywa się przede wszystkim w regionie Sewenny, na Korsyce i w departamencie Ardèche. W sprzedaży ser oferowany jest przewiązany tasiemką z rafii.
Wytwarzany jest zarówno metodami tradycyjnymi, na farmach, jak i w mleczarniach regionu. Produkuje go około sześćdziesięciu producentów, którzy są w stanie wytworzyć i wprowadzić na rynek maksymalnie 50 ton sera rocznie. Jest to obecnie stanowczo zbyt mało, jak na potrzeby smakoszy z Francji i wielu krajów świata (Wielka Brytania, Niemcy, Włochy, Japonia).

## Ręczne wykonanie i certyfikat
Większość procesów przy produkcji banona wykonywanych jest ręcznie – od zbierania liści kasztanowca, poprzez prace przy samym wytwarzaniu, po owijanie i przewiązywanie rafią. Ser posiada certyfikat AOC i może być wytwarzany tylko na terenie regionu. Jest to pierwszy ser z regionu Prowansja-Alpy-Lazurowe Wybrzeże, który otrzymał taki certyfikat (2003). Łącznie certyfikat umożliwiający produkcję posiada 179 gmin regionu.

## Wino
Do sera banon polecane jest wino Château Puyfromage, Vin Santo del Trentino, Vin de Cassis lub marc – francuski winiak, produkowany z wytłoków winogronowych.